# Eutomopepla rogenhoferi
Eutomopepla rogenhoferi là một loài bướm đêm trong họ Geometridae.